# Wzory Cramera
Wzory Cramera – twierdzenie określające postać rozwiązań oznaczonego układu równań liniowych. Sformułowane zostało przez szwajcarskiego matematyka Gabriela Cramera w 1750 roku.
Z twierdzenia tego można wyprowadzić twierdzenie Cayleya-Hamiltona w algebrze liniowej oraz lemat Nakayamy będący ważnym wynikiem teorii pierścieni przemiennych. W programowaniu całkowitoliczbowym twierdzenie to można wykorzystać do dowiedzenia, iż zadanie tego rodzaju z macierzą całkowicie unimodularną i całkowitymi współczynnikami wektora wyrazów wolnych ma całkowitoliczbowe rozwiązania bazowe, co znacząco upraszcza rozwiązywanie takich zadań. Wzory Cramera wykorzystuje się do otrzymania rozwiązania ogólnego niejednorodnego równania różniczkowego liniowego metodą uzmienniania stałych. W geometrii różniczkowej wykorzystuje się je (zwykle niejawnie), stosując twierdzenie o funkcji uwikłanej (zob. Pochodne funkcji uwikłanych).

## Twierdzenie
Niech dany będzie układ równań liniowych
{\displaystyle {\color {RoyalPurple}x_{1}}\mathbf {a} _{1}+\ldots +{\color {RoyalPurple}x_{n}}\mathbf {a} _{n}={\color {Maroon}\mathbf {b} },}
gdzie {\displaystyle {\color {RoyalPurple}\mathbf {x} }=({\color {RoyalPurple}x_{1}},\dots ,{\color {RoyalPurple}x_{n}})} oraz {\displaystyle {\color {Maroon}\mathbf {b} }=({\color {Maroon}b_{1}},\dots ,{\color {Maroon}b_{n}}).}
Jeśli wyznacznik {\displaystyle \det(\mathbf {a} _{1},\dots ,\mathbf {a} _{n})\neq 0,} to układ jest
- oznaczony (ma jedno i tylko jedno rozwiązanie) dane wzorami:
{\displaystyle {\begin{aligned}{\color {RoyalPurple}x_{1}}&={\frac {\det({\color {Maroon}\mathbf {b} },\;\mathbf {a} _{2},\dots ,\mathbf {a} _{n})}{\det(\mathbf {a} _{1},\mathbf {a} _{2},\dots ,\mathbf {a} _{n})}},\\[6pt]&\ \ \vdots \\[6pt]{\color {RoyalPurple}x_{n}}&={\frac {\det(\mathbf {a} _{1},\dots ,\mathbf {a} _{n-1},\;{\color {Maroon}\mathbf {b} })}{\det(\mathbf {a} _{1},\dots ,\mathbf {a} _{n-1},\mathbf {a} _{n})}}.\end{aligned}}}

W przeciwnym przypadku, gdy {\displaystyle \det(\mathbf {a} _{1},\dots ,\mathbf {a} _{n})=0,} układ jest
- sprzeczny (nie ma rozwiązań), gdy
choć jeden wyznacznik we wzorach Cramera zawierający {\displaystyle \color {Maroon}\mathbf {b} } jest różny od zera;
- nieoznaczony (ma więcej niż jedno rozwiązanie) lub sprzeczny, gdy
wszystkie wyznaczniki we wzorach Cramera zawierające {\displaystyle \color {Maroon}\mathbf {b} } są równe zeru.

## Dowód

### Lemat
Układ jest oznaczony (tzn. ma dokładnie jedno rozwiązanie) wtedy i tylko wtedy, gdy ma on niezerowy wyznacznik.
Konieczność
Dowód nie wprost. Jeśli {\displaystyle \det(\mathbf {a} _{1},\dots ,\mathbf {a} _{n})=0,} to układ {\displaystyle \mathbf {a} _{1},\dots ,\mathbf {a} _{n}} jest liniowo zależny, zatem istnieje niezerowy wektor {\displaystyle y=(y_{1},\dots ,y_{n}),} dla którego
{\displaystyle y_{1}\mathbf {a} _{1}+\ldots +y_{n}\mathbf {a} _{n}=\mathbf {0} ,}
co oznacza, że
{\displaystyle ({\color {RoyalPurple}x_{1}}+y_{1})\mathbf {a} _{1}+\ldots +({\color {RoyalPurple}x_{n}}+y_{n})\mathbf {a} _{n}=\color {Maroon}\mathbf {b} ,}
czyli wektor {\displaystyle {\color {RoyalPurple}\mathbf {x} }+\mathbf {y} } jest jeszcze jednym, różnym od {\displaystyle \color {RoyalPurple}\mathbf {x} ,} rozwiązaniem danego układu.
Dostateczność
Niezerowy wyznacznik, {\displaystyle \det(\mathbf {a} _{1},\dots ,\mathbf {a} _{n})\neq 0,} pociąga liniową niezależność układu {\displaystyle \mathbf {a} _{1},\dots ,\mathbf {a} _{n},} który tworzy wtedy bazę przestrzeni współrzędnych (tzw. przestrzeni kolumnowej, czyli przestrzeni współrzędnych wektorów kolumnowych); ponieważ {\displaystyle \color {Maroon}\mathbf {b} } jest wektorem tej przestrzeni, to ma on jednoznaczne przedstawienie
{\displaystyle {\color {RoyalPurple}x_{1}}\mathbf {a} _{1}+\ldots +{\color {RoyalPurple}x_{n}}\mathbf {a} _{n}=\color {Maroon}\mathbf {b} }
w tej bazie, zatem {\displaystyle \color {RoyalPurple}\mathbf {x} } jest wówczas jedynym rozwiązaniem danego układu (wynika to wprost z twierdzenia o rzędzie).

### Dowód
Na mocy lematu: jeśli układ jest oznaczony, to istnieje dokładnie jeden wektor {\displaystyle \color {RoyalPurple}\mathbf {x} ,} który spełniałby
{\displaystyle {\color {RoyalPurple}x_{1}}\mathbf {a} _{1}+\ldots +{\color {RoyalPurple}x_{n}}\mathbf {a} _{n}={\color {Maroon}\mathbf {b} },}
zatem na mocy liniowości wyznacznika względem każdej współrzędnej zachodzi
{\displaystyle \det({\color {Maroon}\mathbf {b} },\mathbf {a} _{2},\dots ,\mathbf {a} _{n})=\det \left(\sum _{i=1}^{n}{\color {RoyalPurple}x_{i}}\mathbf {a} _{i},\mathbf {a} _{2},\dots ,\mathbf {a} _{n}\right)=\sum _{i=1}^{n}{\color {RoyalPurple}x_{i}}\det(\mathbf {a} _{i},\mathbf {a} _{2},\dots ,\mathbf {a} _{n}),}
zaś z jego alternacyjności (antysymetryczności) wynika, że
{\displaystyle \det({\color {Maroon}\mathbf {b} },\mathbf {a} _{2},\dots ,\mathbf {a} _{n})={\color {RoyalPurple}x_{1}}\det(\mathbf {a} _{1},\mathbf {a} _{2},\dots ,\mathbf {a} _{n}),}
skąd jest
{\displaystyle {\color {RoyalPurple}x_{1}}={\frac {\det({\color {Maroon}\mathbf {b} },\;\mathbf {a} _{2},\dots ,\mathbf {a} _{n})}{\det(\mathbf {a} _{1},\mathbf {a} _{2},\dots ,\mathbf {a} _{n})}}.}
Pozostałe współrzędne wektora {\displaystyle \color {RoyalPurple}\mathbf {x} } otrzymuje się analogicznie.

## Przykłady

### Układy małych stopni
Układ równań
{\displaystyle {\begin{cases}a{\color {RoyalPurple}x}+b{\color {RoyalPurple}y}=\color {Maroon}e\\c{\color {RoyalPurple}x}+d{\color {RoyalPurple}y}=\color {Maroon}f\end{cases}}}
zapisany w postaci macierzowej ma postać
{\displaystyle {\begin{bmatrix}a&b\\c&d\end{bmatrix}}{\begin{bmatrix}\color {RoyalPurple}x\\\color {RoyalPurple}y\end{bmatrix}}={\begin{bmatrix}\color {Maroon}e\\\color {Maroon}f\end{bmatrix}}.}
Jego rozwiązania mają wtedy postać
{\displaystyle {\color {RoyalPurple}x}={\begin{vmatrix}\color {Maroon}e&b\\\color {Maroon}f&d\end{vmatrix}}\ {\Bigg /}\ {\begin{vmatrix}a&b\\c&d\end{vmatrix}}={\frac {{\color {Maroon}e}d-b{\color {Maroon}f}}{ad-bc}}}
oraz
{\displaystyle {\color {RoyalPurple}y}={\begin{vmatrix}a&\color {Maroon}e\\c&\color {Maroon}f\end{vmatrix}}\ {\Bigg /}\ {\begin{vmatrix}a&b\\c&d\end{vmatrix}}={\frac {a{\color {Maroon}f}-{\color {Maroon}e}c}{ad-bc}}.}
Przypadek układu trzech równań z trzema niewiadomymi jest analogiczny: układ postaci
{\displaystyle {\begin{cases}a{\color {RoyalPurple}x}+b{\color {RoyalPurple}y}+c{\color {RoyalPurple}z}=\color {Maroon}j\\d{\color {RoyalPurple}x}+e{\color {RoyalPurple}y}+f{\color {RoyalPurple}z}=\color {Maroon}k\\g{\color {RoyalPurple}x}+h{\color {RoyalPurple}y}+i{\color {RoyalPurple}z}=\color {Maroon}l\end{cases}}}
zapisuje się w postaci macierzowej jako
{\displaystyle {\begin{bmatrix}a&b&c\\d&e&f\\g&h&i\end{bmatrix}}{\begin{bmatrix}\color {RoyalPurple}x\\\color {RoyalPurple}y\\\color {RoyalPurple}z\end{bmatrix}}={\begin{bmatrix}\color {Maroon}j\\\color {Maroon}k\\\color {Maroon}l\end{bmatrix}},}
a jego rozwiązaniami są wtedy
{\displaystyle {\color {RoyalPurple}x}={\frac {\begin{vmatrix}\color {Maroon}j&b&c\\\color {Maroon}k&e&f\\\color {Maroon}l&h&i\end{vmatrix}}{\begin{vmatrix}a&b&c\\d&e&f\\g&h&i\end{vmatrix}}},\quad {\color {RoyalPurple}y}={\frac {\begin{vmatrix}a&\color {Maroon}j&c\\d&\color {Maroon}k&f\\g&\color {Maroon}l&i\end{vmatrix}}{\begin{vmatrix}a&b&c\\d&e&f\\g&h&i\end{vmatrix}}}\quad {\mbox{ oraz }}{\color {RoyalPurple}z}={\frac {\begin{vmatrix}a&b&\color {Maroon}j\\d&e&\color {Maroon}k\\g&h&\color {Maroon}l\end{vmatrix}}{\begin{vmatrix}a&b&c\\d&e&f\\g&h&i\end{vmatrix}}}.}

### Pochodne funkcji uwikłanych
Niech dane będą dwa równania {\displaystyle F(x,y,u,v)=0} oraz {\displaystyle G(x,y,u,v)=0.} Jeśli {\displaystyle u} oraz {\displaystyle v} są zmiennymi niezależnymi, to bywa, że {\displaystyle x} oraz {\displaystyle y} dają się wyrazić jako {\displaystyle x=X(u,v)} oraz {\displaystyle y=Y(u,v).} Wówczas wzory Cramera umożliwiają znalezienie równania opisującego {\displaystyle {\tfrac {\partial x}{\partial u}}.}
Mając na celu wyznaczenie wspomnianej pochodnej, należy w pierwszej kolejności obliczyć różniczki {\displaystyle F,} {\displaystyle G,} {\displaystyle x} oraz {\displaystyle y,} za pomocą których zostanie ona wyrażona:
{\displaystyle {\begin{aligned}\mathrm {d} F&={\frac {\partial F}{\partial x}}\mathrm {d} x+{\frac {\partial F}{\partial y}}\mathrm {d} y+{\frac {\partial F}{\partial u}}\mathrm {d} u+{\frac {\partial F}{\partial v}}\mathrm {d} v=0\\[6pt]\mathrm {d} G&={\frac {\partial G}{\partial x}}\mathrm {d} x+{\frac {\partial G}{\partial y}}\mathrm {d} y+{\frac {\partial G}{\partial u}}\mathrm {d} u+{\frac {\partial G}{\partial v}}\mathrm {d} v=0\\[6pt]\mathrm {d} x&={\frac {\partial x}{\partial u}}\mathrm {d} u+{\frac {\partial x}{\partial v}}\mathrm {d} v\\[6pt]\mathrm {d} y&={\frac {\partial y}{\partial u}}\mathrm {d} u+{\frac {\partial y}{\partial v}}\mathrm {d} v.\end{aligned}}}
Podstawiając {\displaystyle \mathrm {d} x} oraz {\displaystyle \mathrm {d} y} do równań na {\displaystyle \mathrm {d} F} oraz {\displaystyle \mathrm {d} G,} otrzymuje się:
{\displaystyle {\begin{aligned}\mathrm {d} F&=\left({\frac {\partial F}{\partial x}}{\frac {\partial x}{\partial u}}+{\frac {\partial F}{\partial y}}{\frac {\partial y}{\partial u}}+{\frac {\partial F}{\partial u}}\right)\mathrm {d} u+\left({\frac {\partial F}{\partial x}}{\frac {\partial x}{\partial v}}+{\frac {\partial F}{\partial y}}{\frac {\partial y}{\partial v}}+{\frac {\partial F}{\partial v}}\right)\mathrm {d} v=0\\[6pt]\mathrm {d} G&=\left({\frac {\partial G}{\partial x}}{\frac {\partial x}{\partial u}}+{\frac {\partial G}{\partial y}}{\frac {\partial y}{\partial u}}+{\frac {\partial G}{\partial u}}\right)\mathrm {d} u+\left({\frac {\partial G}{\partial x}}{\frac {\partial x}{\partial v}}+{\frac {\partial G}{\partial y}}{\frac {\partial y}{\partial v}}+{\frac {\partial G}{\partial v}}\right)\mathrm {d} v=0.\end{aligned}}}
Ponieważ {\displaystyle u} i {\displaystyle v} są niezależne, to współczynniki przy {\displaystyle \mathrm {d} u} i {\displaystyle \mathrm {d} v} muszą być zerami; oznacza to, że powyższe równania można zapisać jako równania na współczynniki:
{\displaystyle {\begin{aligned}{\frac {\partial F}{\partial x}}{\color {RoyalPurple}{\frac {\partial x}{\partial u}}}+{\frac {\partial F}{\partial y}}{\color {RoyalPurple}{\frac {\partial y}{\partial u}}}&={\color {Maroon}-{\frac {\partial F}{\partial u}}}\\[6pt]{\frac {\partial G}{\partial x}}{\color {RoyalPurple}{\frac {\partial x}{\partial u}}}+{\frac {\partial G}{\partial y}}{\color {RoyalPurple}{\frac {\partial y}{\partial u}}}&={\color {Maroon}-{\frac {\partial G}{\partial u}}}\end{aligned}}}
oraz
{\displaystyle {\begin{aligned}{\frac {\partial F}{\partial x}}{\color {RoyalPurple}{\frac {\partial x}{\partial v}}}+{\frac {\partial F}{\partial y}}{\color {RoyalPurple}{\frac {\partial y}{\partial v}}}&={\color {Maroon}-{\frac {\partial F}{\partial v}}}\\[6pt]{\frac {\partial G}{\partial x}}{\color {RoyalPurple}{\frac {\partial x}{\partial v}}}+{\frac {\partial G}{\partial y}}{\color {RoyalPurple}{\frac {\partial y}{\partial v}}}&={\color {Maroon}-{\frac {\partial G}{\partial v}}}.\end{aligned}}}
Ze wzorów Cramera wynika teraz
{\displaystyle {\color {RoyalPurple}{\frac {\partial x}{\partial u}}}={\frac {\begin{vmatrix}\color {Maroon}-{\frac {\partial F}{\partial u}}&\quad {\frac {\partial F}{\partial y}}\\\color {Maroon}-{\frac {\partial G}{\partial u}}&\quad {\frac {\partial G}{\partial y}}\end{vmatrix}}{\begin{vmatrix}\quad {\frac {\partial F}{\partial x}}&\quad {\frac {\partial F}{\partial y}}\\\quad {\frac {\partial G}{\partial x}}&\quad {\frac {\partial G}{\partial y}}\end{vmatrix}}}={\frac {-{\dfrac {\partial (F,G)}{\partial (u,y)}}}{\quad {\dfrac {\partial (F,G)}{\partial (x,y)}}}},}
czyli szukaną pochodną można wyrazić w postaci ilorazu dwóch jakobianów.
Podobne wzory można wyprowadzić dla {\displaystyle {\tfrac {\partial x}{\partial v}},{\tfrac {\partial y}{\partial u}},{\tfrac {\partial y}{\partial v}}.}